# Trening kamp FSCG
Trening kamp FSCG – kompleks piłkarski w Podgoricy, stolicy Czarnogóry. Został wybudowany w latach 2007–2008 i otwarty w październiku 2008 roku. Obiekt pełni rolę głównego kompleksu treningowego związku piłkarskiego Czarnogóry. 21 maja 2016 roku na terenie kompleksu otwarto budynek siedziby związku. Główne boisko kompleksu należące do związku posiada oświetlenie i trybuny na 1200 widzów. Grywały na nim reprezentacje młodzieżowe oraz kobieca. W planach jest wybudowanie nowej trybuny głównej przy tym boisku, by przystosować je do wymogów rozgrywania spotkań eliminacyjnych drużyn młodzieżowych i reprezentacji kobiet. W obrębie kompleksu swoje boiska posiadają również kluby piłkarskie, m.in. FK Budućnost Podgorica i OFK Titograd Podgorica. OFK Titograd Podgorica od 2008 roku regularnie rozgrywa swoje spotkania na swoim boisku w obrębie kompleksu, po przeniesieniu się ze stadionu Cvijetin Brijeg, który następnie został zlikwidowany. W sezonie 2015/2016 klub ten zdobył mistrzostwo kraju.